# Barentsite
La barentsite è un minerale.